# Hedyotis cantoniensis
Hedyotis cantoniensis är en måreväxtart som beskrevs av Foon Chew How och Wan Chang Ko. Hedyotis cantoniensis ingår i släktet Hedyotis och familjen måreväxter. Inga underarter finns listade i Catalogue of Life.